# Lacerta trilineata
Espèce
Synonymes
- Lacerta viridis trilineata Bedriaga, 1886
- Lacerta viridis citrovittata Wener, 1938
- Lacerta strigata diplochondrodes Wettstein, 1952
- Lacerta strigata polylepidota Wettstein, 1952

Statut de conservation UICN

 LC  : Préoccupation mineure
Lacerta trilineata est une espèce de sauriens de la famille des Lacertidae.

## Répartition

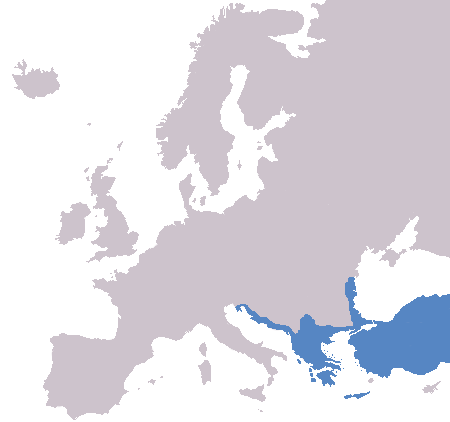
Distribution

Cette espèce se rencontre en Croatie, au Monténégro, au Kosovo, en Albanie, en Roumanie, au Bulgarie, en Grèce et en Turquie.

## Liste des sous-espèces
Selon The Reptile Database (25 janvier 2013) :
- Lacerta trilineata cariensis Peters, 1964
- Lacerta trilineata citrovittata Werner, 1938
- Lacerta trilineata diplochondrodes Wettstein, 1952
- Lacerta trilineata dobrogica Fuhn & Mertens, 1959
- Lacerta trilineata galatiensis Peters, 1964
- Lacerta trilineata hansschweizeri Müller, 1935
- Lacerta trilineata major Boulenger, 1887
- Lacerta trilineata polylepidota Wettstein, 1952
- Lacerta trilineata trilineata Bedriaga, 1886

## Galerie

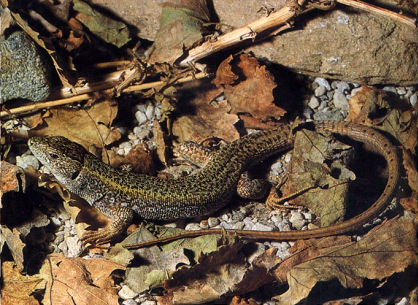
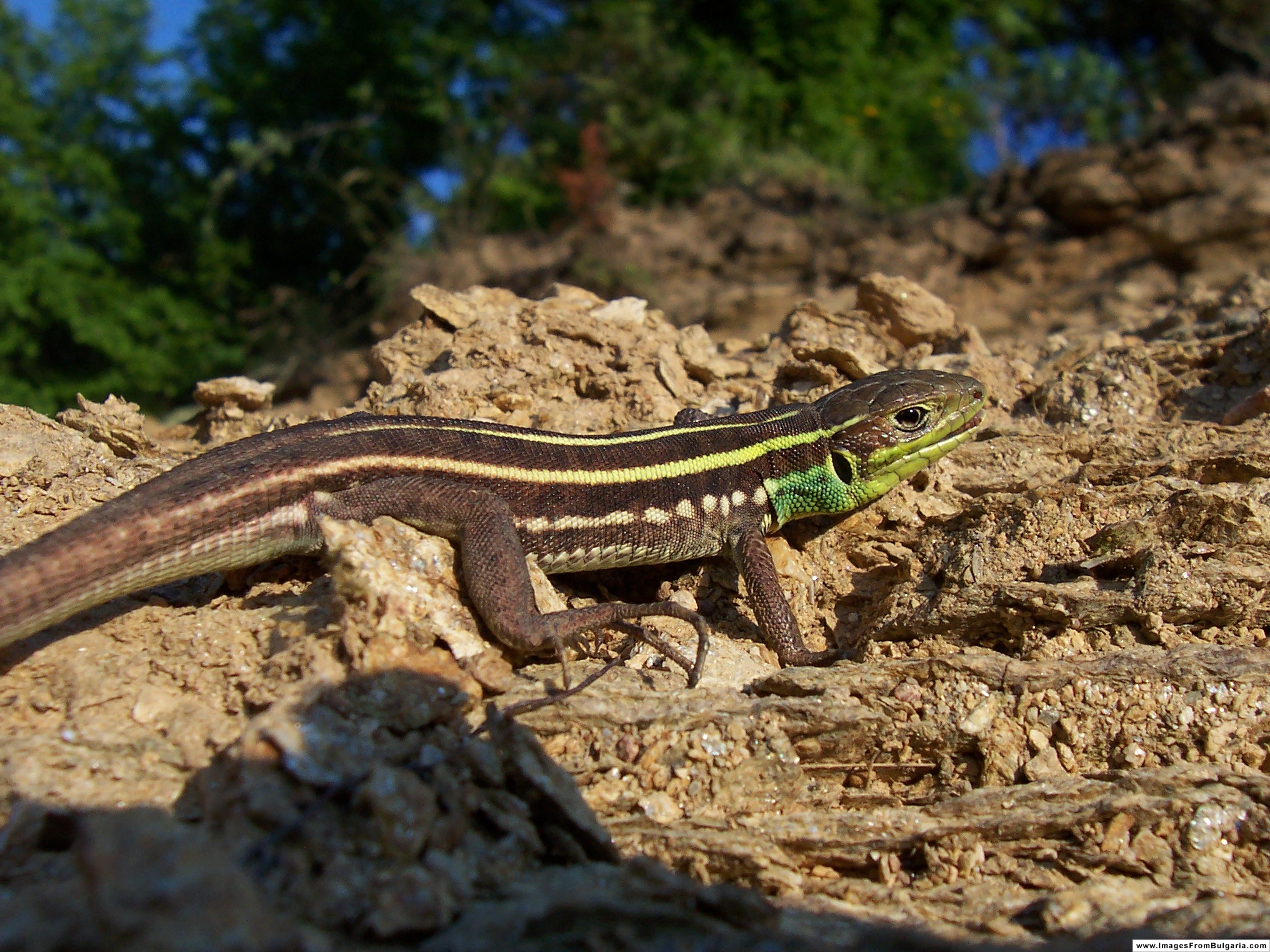
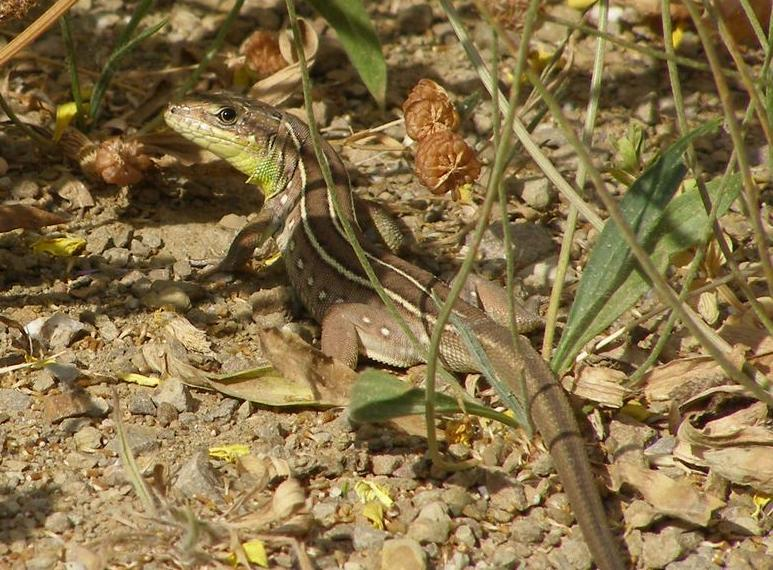
Individu subadulte arborant les trois lignes qui lui valent son nom.

## Publications originales
- Bedriaga,  1886 : Beiträge zur Kenntnis der Lacertiden-Familie (Lacerta, Algiroides, Tropidosaura, Zerzumia, Bettaia). Abhandlungen der Senckenbergischen Naturforschenden Gesellschaft, vol. 14, p. 17-444 (texte intégral).
- Boulenger, 1887 : Catalogue of the Lizards in the British Museum (Nat. Hist.) III. Lacertidae, Gerrhosauridae, Scincidae, Anelytropsidae, Dibamidae, Chamaeleontidae. London, p. 1-575 (texte intégral).
- Fuhn & Mertens, 1959 : Fuhn, Ion E. and Robert Mertens. 1959. Studien an Lacerta trilineata aus Rumänien mit Beschreibung einer neuen Unterart. Senckenbergiana Biologica, vol. 40, no 1/2, p. 25-42.
- Müller, 1935 : Über die Smaragdeidechse der Kykladen-Insel Milos. Zoologische Anzeiger, vol. 109, p. 225-236.
- Peters, 1964 : Studien zur Taxionomie, Verbreitung und Okologie der Smaragdeidechsen. III. Die orientalischen Population von Lacerta trilineata. Mitteilungen aus dem Zoologischen Museum in Berlin, vol. 40, p. 185-250.
- Werner, 1938 : Ergebnisse der achten zoologischen Forschungsreise nach Griechenland. (Euboea, Tinos, Skiathos, Thasos, usw.). Sitzungsberichte Akademie der Wissenschaften Wien, vol. 147, p. 151-173. (texte intégral)
- Wettstein, 1952 : Dreizehn neue Reptilienrassen von den Ägäischen Inseln. Anzeiger der Mathematisch-Naturwissenschaftliche Klasse, Österreichische Akademie der Wissenschaften, Wien, vol. 89, p. 251—256.